# جيك ديلون
جيك ديلون (بالإنجليزية: Jake Dillon)‏ هو لاعب قذف أيرلندي، ولد في 1992 في وترفورد في جمهورية أيرلندا.